# Melitaea paludani
Melitaea paludani är en fjärilsart som beskrevs av Clench och Shoumatoff 1956. Melitaea paludani ingår i släktet Melitaea och familjen praktfjärilar. Inga underarter finns listade i Catalogue of Life.